# Borner Mühle
Die Borner Mühle in der Gemeinde Brüggen war eine Wassermühle mit zeitweise drei unterschlächtigen Wasserrädern.

## Geographie
Die Borner Mühle hat ihren Standort auf der rechten Seite der Schwalm im Ortsteil Born in der Gemeinde Brüggen im Kreis Viersen. Oberhalb lag die Frankenmühle, unterhalb liegt die Vennmühle. Der Wasserspiegel der Schwalm liegt bei 40 m über NN.
Auf Höhe der Borner Mühle mündet der Kranenbach in die Schwalm.

## Geschichte
Die Kölner Abtei St. Pantaleon wird bereits im 12. Jahrhundert als Eigentümerin der Borner Mühle genannt. Eine wichtige urkundliche Erwähnung findet sich im „Borner Weistum“ vom 17. September 1412. Hier heißt es, dass alle Laaten (Lehnträger) der Kölner Abtei „St. Pantaleon“, die in Born und Bracht ansässig waren, ihr Getreide in der Borner Mühle mahlen lassen mussten. Dieser Mahlzwang der Abtei wurde mit besonderer Strenge gehandhabt, damit der Müller in der Lage war, die hohen Abgaben an die Abtei zu entrichten.
Interessant ist ein Erbvertrag von 1552, mit dem die Mühle an die Eheleute Dietrich von Kestenich und Adelheid von Dilkrath vergeben wurde. In dem Vertrag wird das Objekt als Korn-, Öl-, Walk- und Lohmühle bezeichnet. Die Mühle wurde zeitweise mit drei Wasserrädern betrieben, von denen eines im Jahre 1912 für den Winterbetrieb überbaut war.
Während der französischen Herrschaft wurde die Mühle im Jahre 1812 mit den gesamten klösterlichen Liegenschaften beschlagnahmt und verkauft. Der Mühlenbetrieb wurde 1960 eingestellt. Am 23. Dezember 1976 zerstörte ein Feuer das Dach und den Großteil der Einrichtung. 1980 eröffnete die Borner Mühle als Hotel und Gaststätte neu. Am 11. März 1985 wurde die Borner Mühle in die Denkmalliste unter Nr. 19 eingetragen.
Im Februar 2014 schlossen Restaurant und Hotel.

## Denkmaleintrag
Um 1800; 18./20. Jh.; 2-geschossiger Backsteinbau mit Ankersplinten, rechter Trakt neu ergänzt; vor der Mühle Wegekreuz des 18./20. Jh., Holzkreuz mit Holzkorpus.
Denkmalliste Brüggen Nr. 41, Eintrag: 11. März 1985

## Galerie

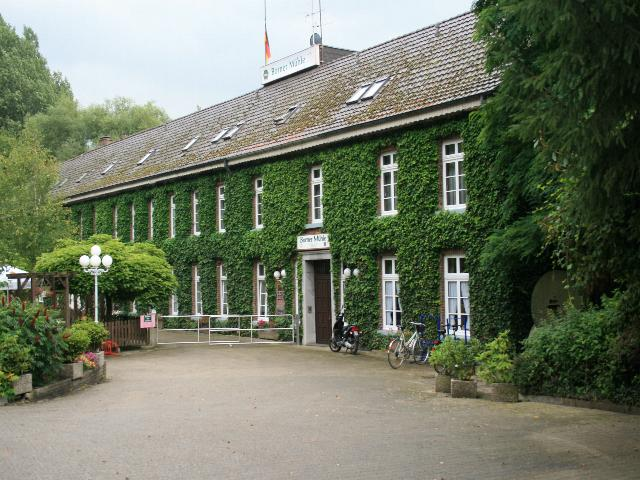
Gebäude der Borner Mühle
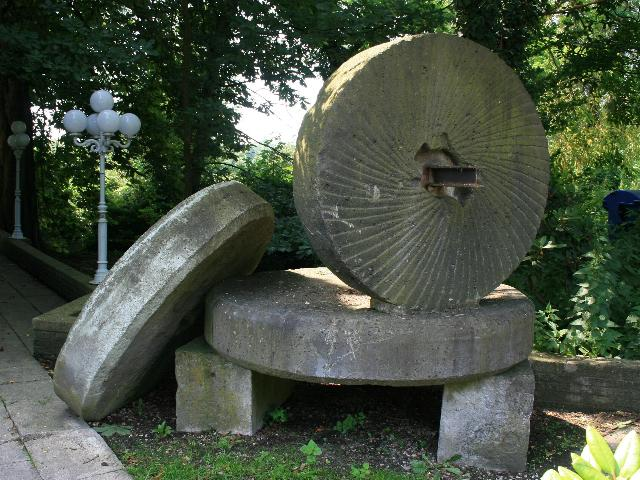
Mühlsteine zur Dekoration
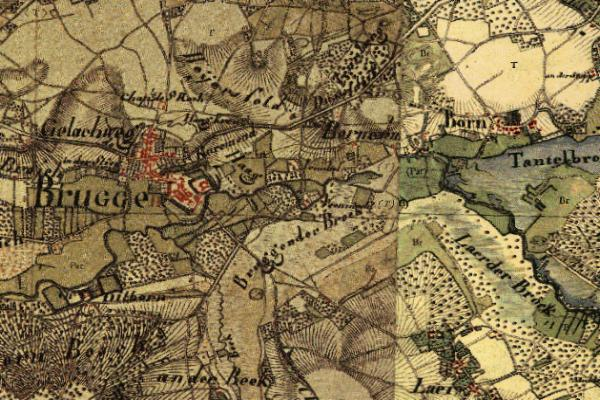
Tranchotkarte von 1806